# Código GBR
|       |    |       |    |       |    |       |       |    |  |
|       | a8 | b8    | c8 | d8    | e8 | f8    | g8 nd | h8 |  |
| a7    | b7 | c7    | d7 | e7    | f7 | g7    | h7    |    |  |
| a6    | b6 | c6 pd | d6 | e6    | f6 | g6    | h6 pl |    |  |
| a5    | b5 | c5    | d5 | e5    | f5 | g5    | h5    |    |  |
| a4    | b4 | c4    | d4 | e4    | f4 | g4    | h4    |    |  |
| a3 rd | b3 | c3 pd | d3 | e3    | f3 | g3 kl | h3    |    |  |
| a2 bl | b2 | c2    | d2 | e2    | f2 | g2    | h2    |    |  |
| a1    | b1 | c1    | d1 | e1 bl | f1 | g1 kd | h1    |    |  |
|       |    |       |    |       |    |       |       |    |  |

El Código GBR o Código Guy-Blandford-Roycroft es un sistema de representación de la posición de las piezas es un tablero de ajedrez. Las publicaciones como EG lo utilizan para clasificar los tipos de finales y para indexar los estudios.
En el código GBR, cada posición de ajedrez está representada por seis dígitos, en el siguiente formato:
abcd.ef
- a = Damas
- b = Torres
- c = Alfiles
- d = Caballos
- e = Peones blancos
- f = Peones negros

Para los primeros cuatro dígitos, cada pieza blanca vale 1 y cada pieza negra vale 3. Así, por ejemplo, si el Blanco tiene dos caballos y el Negro tiene uno, el dígito d = 1 + 1 + 3 = 5. Si este es todo el material existente además de los reyes, la posición es clasificada como 0005. Los valores de 0 a 8 representan todas las permutaciones habituales, 9 es utilizado si algún bando tiene material promocionado. Los últimos dos dígitos del código representan el número de peones Blancos y Negros, respectivamente. 

## Utilización
El código GBR se puede utilizar para referirse a una clase general de material. Por ejemplo, el final de dos caballos contra peón (analizado magníficamente por Alexei Alexeievich Troitzky, conduciendo al descubrimiento de la "Línea de Troitzky", es GBR clase 0002.01.
Cuando se indexa o se refiere a posiciones específicas, en vez de desbalanceos generalizados de material, el código puede extenderse de varias maneras. Dos prefijos comunes son "+" indicando la estipulación "Blancas juegan y ganan" o "=" para "Blancas juegan y hacen tablas" y el sufijo de la posición de los reyes blanco y negro. Con estas adiciones, la posición a la derecha, un estudio de tablas de Leonid Kubbel (Primer Premio, Shakhmaty, 1925), es clasificado como =0323.12g3g1. (La solución es 1.Af2+ Rh1 2.h7 c2+ 3.Ae3 Txe3+ 4.Rf2 Th3 5.Ad5+ cxd5 6.hxg8=D Th2+ 7.Rf3 c1=D 8.Dg2+ Txg2). También se puede añadir las posiciones de otras piezas, esto produce una notación que proporciona la misma información que la Notación de Forsyth-Edwards.
El código se llama así en honor a Richard Guy, Hugh Blandford y John Roycroft. Los dos primeros desarrollaron el sistema original (el código Guy-Blandford) utilizando diferentes figuras para representar el número de piezas. Roycroft sugirió contar una para las piezas blancas y tres para las negras para hacer el código más fácil de memorizar.

## Ejemplos de códigos GBR
| Material del Blanco ! Material del Negro ! Clase GBR |
| ---------------------------------------------------- |